# Ruota d'Oro (1978-1990)
La Ruota d'Oro era una corsa a tappe maschile di ciclismo su strada organizzata dal 1978 al 1990 in Italia. Riservata ai ciclisti professionisti, dal 1978 al 1986 si tenne in Lombardia, tra le province di Bergamo e Brescia; nel 1990 si tenne invece in Sicilia, con partenza e arrivo a Catania. Nelle sue nove edizioni fu vinta da campioni come Giuseppe Saronni, Francesco Moser, Gianbattista Baronchelli, Roberto Visentini e Silvano Contini.

## Albo d'oro
Aggiornato all'edizione 1990.
| Anno    | Vincitore                | Secondo            | Terzo             |
| ------- | ------------------------ | ------------------ | ----------------- |
| 1978    | Giuseppe Saronni         | Giovanni Battaglin | Alfio Vandi       |
| 1979    | Francesco Moser          | Giuseppe Saronni   | Roberto Visentini |
| 1980    | Gianbattista Baronchelli | Silvano Contini    | Alfredo Chinetti  |
| 1981    | Knut Knudsen             | Francesco Moser    | Gregor Braun      |
| 1982    | Alf Segersäll            | Giuseppe Montella  | Luciano Rabottini |
| 1983    | Roberto Visentini        | Emanuele Bombini   | Mario Beccia      |
| 1984    | Serge Demierre           | Emanuele Bombini   | Bruno Leali       |
| 1985    | Silvano Contini          | Pierino Gavazzi    | Iñaki Gastón      |
| 1986-89 | non disputata            | non disputata      | non disputata     |
| 1990    | Maurizio Vandelli        | Pierino Gavazzi    | Andrea Tafi       |